# Stolac
Stolac è un comune della Federazione di Bosnia ed Erzegovina situato nel Cantone dell'Erzegovina-Narenta con 14.889 abitanti al censimento 2013.
In seguito agli Accordi di Dayton parte del territorio comunale è passato sotto il controllo della Repubblica Serba di Bosnia ed Erzegovina formando il comune di Berkovići

## Località
Il comune è formato dall'insieme delle seguenti località:
Aladinići, Barane, Berkovići, Bitunja, Bjelojevići, Borojevići, Brštanik, Burmazi, Crnići-Greda, Crnići-Kula, Dabrica, Do, Hatelji, Hodovo, Hrgud, Komanje Brdo, Kozice, Kruševo, Ljubljenica, Ljuti Do, Meča, Orahovica, Ošanići, Pješivac-Greda, Pješivac-Kula, Poplat, Poprati, Predolje, Prenj, Rotimlja, Stolac, Strupići, Suzina, Šćepan Krst, Trijebanj, Trusina and Žegulja.

## Archeologia e storia
La zona mostra tracce di popolamento da 15.000 anni, sicché la città di Stolac è, in Erzegovina, uno dei luoghi a maggiore intensità di siti archeologici e di interesse storico e culturale:
- nella grotta di Badanji si trovano incisioni rupestri databili tra 12.000 e 16.000 anni a.C.;
- in località Ošanići, sorgono i resti della cittadella di Daorson, sede della popolazione illirica dei Daorsoi fino alla costituzione della provincia romana di Dalmazia[3].
- a Radimlja si trova una vasta necropoli dei Bogomili, utilizzata dal XIV al XVI secolo, caratterizzata da lapidi scolpite e dipinte prevalentemente con scene di caccia e di guerra (stećci).

Sono inoltre da ricordare la cittadella di Vidoški grad, e le tre moschee.